# Закарпатський арматурний завод
Закарпатський металообробний (арматурний) завод «Інтернаціонал»  — підприємство, в смт Кобилецька Поляна, засноване у 1770 році римсько-католицькою парафією Кобилецької Поляни.

## Історія
Цей завод в 1770 році, створила Римсько-католицька парафія віруючих, як металообробне підприємство з виготовлення інструментів (сокири, пилки тощо) для розробки лісів, сільськогосподарських знарядь, а також ланцюгів, якорів. У 1776 уведено в дію першу плавильну піч продуктивністю 1540 кг сталі високої якості. У 1779 році випуск чавуну становив 135 тонн щороку. Під час революційних подій в Австрійській імперії 1848 завод освоїв випуск зброї. На початку 1850-х років проведено реконструкцію заводу, зокрема удосконалено технологію плавлення металу та розширено процес виробництва, збудовано нові плавильні печі та встановлено нові верстати. Шоста частина виробів використовувалася на Солотвиньких соляних копальнях і в місцевій лісовій промисловості, решта вивозилася за межі Закарпаття. На початку 1870-х років на підприємствіві працювали 114 постійних і 30 сезонних робітників. Від 1903 ливарний завод перебував у приватній власності віденського підприємця Й. Братмана;
у березні 1945 – націоналізований і отримав назву «Інтернаціонал».
З 1964 року, місцева промисловість поступово еволюціонувала, тому металургійний завод почав працювати як більш відповідним радянській епосі. 
У радянський період металообробний завод розширився і в 1964 р. перетворений в арматурний завод, продукція якого йшла в усі куточки СРСР і експортувалося в 30 країн світу.
Ливарний завод, що став називатися «Інтернаціонал», одержав від держави значну допомогу устаткуванням, фінансами. На завод прийшли інженери, техніки і кваліфіковані робітники. Річний план було виконано на 116,5 проц. Впровадження нових технологічних процесів дало заводу 288 тис. крб. річної економії.
Від 1964 –  завод отримав сучасну назву. Відтоді підприємство спеціалізується на випуску кранів для газових і нафтових промисловостей та трубопровідної продукції. Значно зросла кількість працівників: від 450 (1964) до бл. 600 (1965) осіб, макс. їх кількість (1100 осіб) була у 1980–90-х років.
1967 завод розпочав виготовлення арматури з кольорових сплавів.
Продукція підпр-ва експортувалася у 30 країн світу. На замовлення Угорщини завод виготовив значну партію винних пресів.
Тривалий час підприємство очолювали Юрій Лукачук (1944–1953), Юрій Отроба (1953–1960), О.Тимченко (1961–1981), Петро Павлюк (1986–1995), І. Микитенко (2004–2010).

## Раціоналізація
1 жовтня 1948 року близько 100 робітників виконали річний план, 28 робітників виконали трирічний план, 25 — чотирирічний, а 43 робітники — п'ятирічний план. Першу п'ятирічку колектив заводу виконав на 104,5 %. За цей час комсомолець Йосип Шімон виконав 7 річних норм, Андрій Задранський — 10 річних норм.

## Ліквідація
В дев'яностих роках ХХ століття підприємство опинилося на межі банкрутства, багато робочих місць були втрачені.
У 1996 році де-факто припинив своє існування, після трагічної смерті директора заводу - Петра Павлюка, який очолював підприємство з  (1986 року по 1995) роки.
 У 2010 ліквідоване у зв’язку з банкрутством. І передано у приватну власність і розграбовано, будівлі заводу перетворилися на руїни, з ливарного цеху майже нічого не залишилося, вцілілу частину будівлей перетворено на приватні пилорами. Після ліквідації і передачі підприємства у приватну власність, громада Кобилецької Поляни неодноразово намагалася повернути завод у комунальну власність, але безуспішно.